# Llista de monuments de Sant Llorenç des Cardassar
Llista de monuments de Sant Llorenç des Cardassar catalogats pel consell insular de Mallorca com a Béns d'Interès Cultural en la categoria de monuments pel seu interès històric, artístic, arquitectònic, arqueològic, històric-industrial, etnològic, social, científic o tècnic.
| Monument                                      | Tipus                | Localització                                 | Coordenades                                          | Codi?         | Imatge |
| --------------------------------------------- | -------------------- | -------------------------------------------- | ---------------------------------------------------- | ------------- | --- |
| Fortalesa de sa Punta de n'Amer               | Arq. defensiva       | Sant Llorenç des Cardassar Punta de n'Amer   | 39° 34′ 48″ N, 3° 23′ 46″ E / 39.579985°N,3.396095°E | RI-51-0008495 | Fortalesa de sa Punta de n'Amer (Sant Llorenç des Cardassar) · Vegeu més fotos d'aquest monument · Carregueu una nova foto d'aquest monument             |
| Ca n'Amer                                     | Arq. defensiva       | Sant Llorenç des Cardassar Carretera Ma-4021 | 39° 34′ 26″ N, 3° 21′ 09″ E / 39.57376°N,3.352364°E  | RI-51-0008496 | Carregueu una nova foto d'aquest monument |
| Fragment de creu                              | Creus de terme       | Sant Llorenç des Cardassar                   | 39° 36′ 40″ N, 3° 17′ 09″ E / 39.611248°N,3.285886°E | RI-51-0010390 | Carregueu una nova foto d'aquest monument |
| Es Campàs / sa Begura                         | Monument arqueològic | Sant Llorenç des Cardassar                   | 39° 40′ 23″ N, 3° 16′ 56″ E / 39.673095°N,3.282235°E | RI-51-0002845 | Carregueu una nova foto d'aquest monument |
| Sa Blanquera / es Castellet                   | Monument arqueològic | Sant Llorenç des Cardassar                   | 39° 36′ 39″ N, 3° 16′ 35″ E / 39.610947°N,3.276274°E | RI-51-0002846 | Carregueu una nova foto d'aquest monument |
| Calicant / es Pa de Nadal                     | Monument arqueològic | Sant Llorenç des Cardassar                   | 39° 37′ 53″ N, 3° 14′ 56″ E / 39.631462°N,3.248984°E | RI-51-0002847 | Carregueu una nova foto d'aquest monument |
| Es Puig Verd de sa Mola                       | Monument arqueològic | Sant Llorenç des Cardassar                   |                                                      | RI-51-0002848 | Carregueu una nova foto d'aquest monument |
| Cova de Ca n'Amer / na Britzola               | Monument arqueològic | Sant Llorenç des Cardassar                   | 39° 34′ 26″ N, 3° 21′ 47″ E / 39.573945°N,3.363113°E | RI-51-0002849 | Carregueu una nova foto d'aquest monument |
| Ca n'Amer / Marina de sa Punta                | Monument arqueològic | Sant Llorenç des Cardassar                   | 39° 34′ 32″ N, 3° 21′ 14″ E / 39.575505°N,3.353911°E | RI-51-0002850 | Ca n'Amer / Marina de sa Punta (Sant Llorenç des Cardassar) · Modifica el valor a Wikidata · Carregueu una nova foto d'aquest monument                   |
| Can Duai / ses Cases                          | Monument arqueològic | Sant Llorenç des Cardassar                   | 39° 36′ 36″ N, 3° 20′ 10″ E / 39.610068°N,3.336031°E | RI-51-0002851 | Carregueu una nova foto d'aquest monument |
| Can Roig                                      | Monument arqueològic | Sant Llorenç des Cardassar                   |                                                      | RI-51-0002852 | Carregueu una nova foto d'aquest monument |
| Talaiot d'en Tengo / Can Tafal                | Monument arqueològic | Sant Llorenç des Cardassar                   | 39° 38′ 09″ N, 3° 15′ 22″ E / 39.635862°N,3.255992°E | RI-51-0002853 | Carregueu una nova foto d'aquest monument |
| Na Penyal                                     | Monument arqueològic | Sant Llorenç des Cardassar                   | 39° 36′ 11″ N, 3° 21′ 51″ E / 39.602930°N,3.364072°E | RI-51-0002854 | Carregueu una nova foto d'aquest monument |
| Vessant meridional de na Penyal               | Monument arqueològic | Sant Llorenç des Cardassar                   |                                                      | RI-51-0002855 | Carregueu una nova foto d'aquest monument |
| Tancat de sa Torre                            | Monument arqueològic | Sant Llorenç des Cardassar                   |                                                      | RI-51-0002856 | Carregueu una nova foto d'aquest monument |
| Na Pol                                        | Monument arqueològic | Sant Llorenç des Cardassar                   | 39° 34′ 49″ N, 3° 22′ 01″ E / 39.580395°N,3.366865°E | RI-51-0002857 | Na Pol (Sant Llorenç des Cardassar) · Vegeu més fotos d'aquest monument · Carregueu una nova foto d'aquest monument                                      |
| Cova de sa Coma / ses Pedreres                | Monument arqueològic | Sant Llorenç des Cardassar                   | 39° 34′ 35″ N, 3° 23′ 35″ E / 39.576461°N,3.392933°E | RI-51-0002858 | Carregueu una nova foto d'aquest monument |
| Sa Cova / ses Cases                           | Monument arqueològic | Sant Llorenç des Cardassar                   | 39° 36′ 21″ N, 3° 16′ 58″ E / 39.605705°N,3.282660°E | RI-51-0002859 | Carregueu una nova foto d'aquest monument |
| Cova de s'Era / Infern Vell                   | Monument arqueològic | Sant Llorenç des Cardassar                   | 39° 39′ 59″ N, 3° 16′ 13″ E / 39.666365°N,3.270211°E | RI-51-0002861 | Carregueu una nova foto d'aquest monument |
| Llucamar                                      | Monument arqueològic | Sant Llorenç des Cardassar                   | 39° 36′ 50″ N, 3° 16′ 28″ E / 39.614005°N,3.274434°E | RI-51-0002862 | Carregueu una nova foto d'aquest monument |
| Castellot de na Perdiu / ses Planes           | Monument arqueològic | Sant Llorenç des Cardassar                   | 39° 38′ 35″ N, 3° 17′ 12″ E / 39.643178°N,3.286670°E | RI-51-0002863 | Carregueu una nova foto d'aquest monument |
| Ses Serres                                    | Monument arqueològic | Sant Llorenç des Cardassar                   |                                                      | RI-51-0002864 | Carregueu una nova foto d'aquest monument |
| Sa Talaieta                                   | Monument arqueològic | Sant Llorenç des Cardassar                   |                                                      | RI-51-0002865 | Carregueu una nova foto d'aquest monument |
| Pou Colomer d'en Gallina                      | Monument arqueològic | Sant Llorenç des Cardassar                   | 39° 40′ 08″ N, 3° 15′ 11″ E / 39.669026°N,3.253071°E | RI-51-0002866 | Carregueu una nova foto d'aquest monument |
| Es Torrent / Pou Colomer Vell                 | Monument arqueològic | Sant Llorenç des Cardassar                   | 39° 39′ 46″ N, 3° 15′ 27″ E / 39.662800°N,3.257362°E | RI-51-0002867 | Carregueu una nova foto d'aquest monument |
| Es Puig des Tresor                            | Monument arqueològic | Sant Llorenç des Cardassar                   |                                                      | RI-51-0002868 | Carregueu una nova foto d'aquest monument |
| La Punta, Punta Grossa o d'en Troncosso       | Monument arqueològic | Sant Llorenç des Cardassar                   | 39° 35′ 52″ N, 3° 21′ 02″ E / 39.597681°N,3.350658°E | RI-51-0002869 | Carregueu una nova foto d'aquest monument |
| La Real / es Porrassar                        | Monument arqueològic | Sant Llorenç des Cardassar                   | 39° 37′ 30″ N, 3° 14′ 51″ E / 39.625059°N,3.247434°E | RI-51-0002870 | Carregueu una nova foto d'aquest monument |
| La Real / ses Pedreres                        | Monument arqueològic | Sant Llorenç des Cardassar                   | 39° 37′ 20″ N, 3° 14′ 47″ E / 39.622268°N,3.246271°E | RI-51-0002871 | Carregueu una nova foto d'aquest monument |
| Puig Vert                                     | Monument arqueològic | Sant Llorenç des Cardassar                   |                                                      | RI-51-0002872 | Carregueu una nova foto d'aquest monument |
| Poblat talaiòtic de Can Gallego / Son Foradat | Monument arqueològic | Sant Llorenç des Cardassar                   | 39° 36′ 15″ N, 3° 16′ 21″ E / 39.604288°N,3.272532°E | RI-51-0002873 | Carregueu una nova foto d'aquest monument |
| Es Castellot                                  | Monument arqueològic | Sant Llorenç des Cardassar                   |                                                      | RI-51-0002874 | Carregueu una nova foto d'aquest monument |
| Son Negre / Can Pujades                       | Monument arqueològic | Sant Llorenç des Cardassar                   | 39° 35′ 24″ N, 3° 16′ 24″ E / 39.590040°N,3.273396°E | RI-51-0002875 | Carregueu una nova foto d'aquest monument |
| Son Pocapalla / Son Costes                    | Monument arqueològic | Sant Llorenç des Cardassar                   | 39° 35′ 51″ N, 3° 16′ 47″ E / 39.597576°N,3.279610°E | RI-51-0002876 | Carregueu una nova foto d'aquest monument |
| Son Puça / es Puig                            | Monument arqueològic | Sant Llorenç des Cardassar                   | 39° 36′ 20″ N, 3° 19′ 27″ E / 39.605588°N,3.324139°E | RI-51-0002877 | Carregueu una nova foto d'aquest monument |
| El Turó / la Talaia                           | Monument arqueològic | Sant Llorenç des Cardassar                   | 39° 40′ 32″ N, 3° 14′ 50″ E / 39.675427°N,3.247276°E | RI-51-0002878 | Carregueu una nova foto d'aquest monument |
| Ses Talaies / es Puig                         | Monument arqueològic | Sant Llorenç des Cardassar                   | 39° 35′ 50″ N, 3° 19′ 54″ E / 39.597106°N,3.331659°E | RI-51-0002879 | Carregueu una nova foto d'aquest monument |
| Tenja / sa Muntanyeta                         | Monument arqueològic | Sant Llorenç des Cardassar                   | 39° 38′ 23″ N, 3° 15′ 41″ E / 39.639625°N,3.261250°E | RI-51-0002880 | Carregueu una nova foto d'aquest monument |
| Talaiot de ses Toltes / es Puig               | Monument arqueològic | Sant Llorenç des Cardassar                   | 39° 36′ 22″ N, 3° 18′ 26″ E / 39.606093°N,3.307356°E | RI-51-0002881 | Carregueu una nova foto d'aquest monument |
| Sa Torre Nova / ses Cases Noves / na Gatera   | Monument arqueològic | Sant Llorenç des Cardassar                   | 39° 35′ 01″ N, 3° 21′ 23″ E / 39.583517°N,3.356292°E | RI-51-0002882 | Sa Torre Nova / ses Cases Noves / na Gatera (Sant Llorenç des Cardassar) · Vegeu més fotos d'aquest monument · Carregueu una nova foto d'aquest monument |
| Sa Marina Vella                               | Monument arqueològic | Sant Llorenç des Cardassar                   |                                                      | RI-51-0002883 | Carregueu una nova foto d'aquest monument |
| Sa Vaca / sa Talaieta                         | Monument arqueològic | Sant Llorenç des Cardassar                   | 39° 38′ 59″ N, 3° 16′ 59″ E / 39.649666°N,3.282967°E | RI-51-0002884 | Carregueu una nova foto d'aquest monument |
| Talaiot de ses Voltes / na Cagalls            | Monument arqueològic | Sant Llorenç des Cardassar                   | 39° 38′ 34″ N, 3° 16′ 36″ E / 39.642653°N,3.276634°E | RI-51-0002885 | Carregueu una nova foto d'aquest monument |
| Poblat talaiòtic de s'Illot                   | Monument arqueològic | Sant Llorenç des Cardassar S'Illot           | 39° 34′ 08″ N, 3° 22′ 20″ E / 39.568849°N,3.37226°E  | RI-55-0000070 | Poblat talaiòtic de s'Illot (Sant Llorenç des Cardassar) · Vegeu més fotos d'aquest monument · Carregueu una nova foto d'aquest monument                 |